# 1258

## Догађаји
- Википедија:Непознат датум — Одиграла се Битка код Пелагоније
- 10. фебруар — Монголи су заузели Багдад, тадашњи центар исламског света, спалили град и побили 10.000 људи и уништили Абасидски халифат.

- 11. мај – Споразум из Корбеја: Краљ Луј IX од Француске је потписао мировни споразум са краљем Ђаумом I од Арагона. Луј, наследник Карла Великог, формално се одриче своје феудалне власти над Каталонијом, док се Ђауми одриче својих претензија на Окситанију.
- Јун – Рат за еубеотско наслеђе: Ахајске снаге под Вилијамом II Вилардуеном побеђују коалицију грчких принчева предвођену Гајем I де ла Рошеом, војводом од Атине, чиме се сукоб окончава, 6. августа.
- 10. август – Манфред, син покојног цара Фридриха II, крунисан је за краља Сицилије у Палерму. Папа Александар IV, који је у савезу са Сараценима, проглашава крунисање неважећим и екскомуницира Манфреда.
- 16. август – Теодор II Ласкарис умире након четворогодишње владавине у Магнезији. Наслеђује га његов седмогодишњи син, Јован IV, као владар Никејског царства. Његов регент постаје бирократа Ђорђе Музалон.
- 25. август – Ђорђе Музалон је убијен у Магнезији над Сипилом, као део завере коју су предводили византијски племићи, под будућим царем Михаилом VIII Палеологом.
- Гисур Торвалдсон, исландски поглавица (или годи), постављен је за грофа Исланда због своје лојалне службе краљу Хокону IV од Норвешке .
- 2. мај – Краљ Хенри III од Енглеске прихвата захтев Симона де Монфора и његових баронских присталица да се влада реформише са одбором од 22 барона, укључујући и краља. Као чин потврде, Симон де Монфор предаје своја имања у Одихаму и Кенилворту као део предлога. Оксфордске одредбе успостављају баронску контролу над владом, познату и као Оксфордски парламент, 11. јуна.
- Луелин ап Грифид проглашава себе принцом од Велса, први пут коришћено у споразуму између Ливелина и његових присталица и шкотског племства. Постаје коначни владар независног Велса пре освајања Велса од стране Едварда I од Енглеске.
- Ирци, уз помоћ шкотских галогласа, заустављају енглеско напредовање ка западу кроз Ирску.
- 25. јун – Битка код Акре: Ђеновљани шаљу армаду (око 50 галија) да ослободе блокаду код Акре и траже помоћ Филипа од Монфора, господара Тира, и витезова хоспиталерa за комбиновани напад са копнене стране. Долазак Ђеновљанске флоте изненађује Млечане, али супериорно искуство и поморска вештина резултирају убедљивом млетачком победом, са половином изгубљених Ђеновљанских бродова. Касније, Ђеновљански гарнизон је приморан да напусти Акру.
- Монголске инвазије на Вијетнам: Монголске снаге (око 30.000 људи) под командом Уријангкадаија, сина Субутаевог, нападају Вијетнам. Након многих битака, вијетнамска војска је разбијена и поражена. Виши вође успевају да побегну на унапред припремљеним чамцима, док су остаци уништени на обалама Црвене реке. Монголи окупирају главни град, Танг Лонг (данашњи Ханој), и масакрирају становнике града до краја јануара.
- Последице ерупције вулкана Самалас 1257. године у Индонезији укључују следеће извештаје: веома сува магла у Француској; помрачења Месеца у Енглеској; јака зима у Европи; оштро пролеће на Исланду; глад у Енглеској, Немачкој, Француској и Италији; и пошаст у Лондону, деловима Француске, Аустрије, Ирака, Сирије и југоисточне Турске.
- Република Ђенова почиње да намеће присилне зајмове, познате као луоги, својим пореским обвезницима; они су заједнички ресурс средњовековних јавних финансија.
- Грађански немири у северној Италији рађају средњовековни музички облик „Geisslerlieder“, покајничких песама које певају лутајуће групе флагеланата.

### Децембар
- Википедија:Непознат датум — донети Оксфордски статути

## Рођења
- Википедија:Непознат датум — Осман I - турски вођа и оснивач владарске куће Османлија.